# Peruviogomphus moyobambus
Peruviogomphus moyobambus är en trollsländeart som beskrevs av Alexander Barrett Klots 1944. Peruviogomphus moyobambus ingår i släktet Peruviogomphus och familjen flodtrollsländor. Inga underarter finns listade i Catalogue of Life.